# François Louis Aly
Pour les articles homonymes, voir Aly.
François Louis Aly, né le 15 novembre 1749 à Fontainebleau (Seine-et-Marne), mort le 18 mars 1829 à La Rochelle (Charente-Maritime), est un militaire français de la Révolution et de l’Empire.

## États de service
Il entre en service le 6 juin 1771, comme canonnier au 5e régiment d’artillerie à pied, il devient sergent le 15 novembre 1775, sergent-major le 1er juin 1779, et sert à l’armée des côtes de Normandie en 1782 et 1783. Il est nommé lieutenant en troisième le 7 juillet 1786, lieutenant en second le 1er janvier 1791, adjudant-major le 1er avril suivant, capitaine en second le 26 juillet 1792 et capitaine en premier le 17 juin 1793. 
Il fait les campagnes de 1792 et 1793, aux armées du Rhin et de l’Ouest. Il se distingue à la prise de Spire le 29 septembre 1792, et pendant le blocus et le Siège de Mayence. Le 31 octobre 1793, il passe comme capitaine commandant à l’école des élèves d’artillerie à Châlons-sur-Marne, et il quitte ses fonctions le 20 avril 1794. Il est élevé au grade de chef de bataillon le 20 mai 1794, au 6e régiment d’artillerie à pied, et il est renvoyé dans l’Ouest, où il suit les opérations de nos armées de l’an II à l’an V, comme commandant des arsenaux de Tours et d’Angers. 
En l’an VI, il est appelé à l’armée d’Angleterre, puis il fait partie de l’expédition d’Irlande en août 1798 et il se distingue lors des combats sous l’île de Toraigh le 12 octobre 1798.
De retour à l’intérieur, il commande successivement, par intérim, de l’an VII à l’an IX, le 6e régiment d’artillerie, la direction de l’artillerie à Lille, et l’artillerie de la place de Luxembourg. De l’an X à l’an XI, il est affecté à l’état-major de l’artillerie à Rennes en l’absence du colonel, et en l’an XII, il est appelé au camp de Brest. Il est fait chevalier de la Légion d’honneur le 14 juin 1804, et le 13 juillet suivant, il devient sous directeur d’artillerie de la place de Saint-Malo. Il est promu colonel le 14 mars 1811, et le 1er août suivant, il prend les fonctions de directeur d’artillerie à La Rochelle. 
Lors de la première restauration, il est fait chevalier de Saint-Louis le 29 juillet 1814, et il est admis à la retraite le 12 août 1814.
Il meurt le 18 mars 1829, à La Rochelle.

## Sources
- A. Lievyns, Jean Maurice Verdot, Pierre Bégat, Fastes de la Légion-d'honneur, biographie de tous les décorés accompagnée de l'histoire législative et réglementaire de l'ordre, Tome 4, Bureau de l’administration, 1844, 640 p. (lire en ligne), p. 461.
- « Cote LH/27/20 », base Léonore, ministère français de la Culture
- Danielle Quintin et Bernard Quintin, Dictionnaires des colonels de Napoléon, S.P.M., 2013, 978 p. (ISBN 978-2-296-53887-0, lire en ligne), p. 41
- Léon Hennet, Etat militaire de France pour l’année 1793, Siège de la société, Paris, 1903, p. 128.